# Thiazafluron
Thiazafluron ist eine chemische Verbindung aus der Gruppe der Thiadiazole. Das Herbizid wurde 1974–1976 von Ciba-Geigy zur Bekämpfung von einjährigen und mehrjährigen breitblättrigen Unkräutern auf Nichtkulturland und Gleisanlagen entwickelt.
In UK und der EU besteht keine Zulassung.

## Gewinnung und Darstellung
Thiazafluron kann durch Reaktion von 2-Trifluormethyl-5-methylamino-1,2,4-thiadiazol mit Methylisocyanat oder Phosgen / Methylamin gewonnen werden.